# Palais Kellersberg

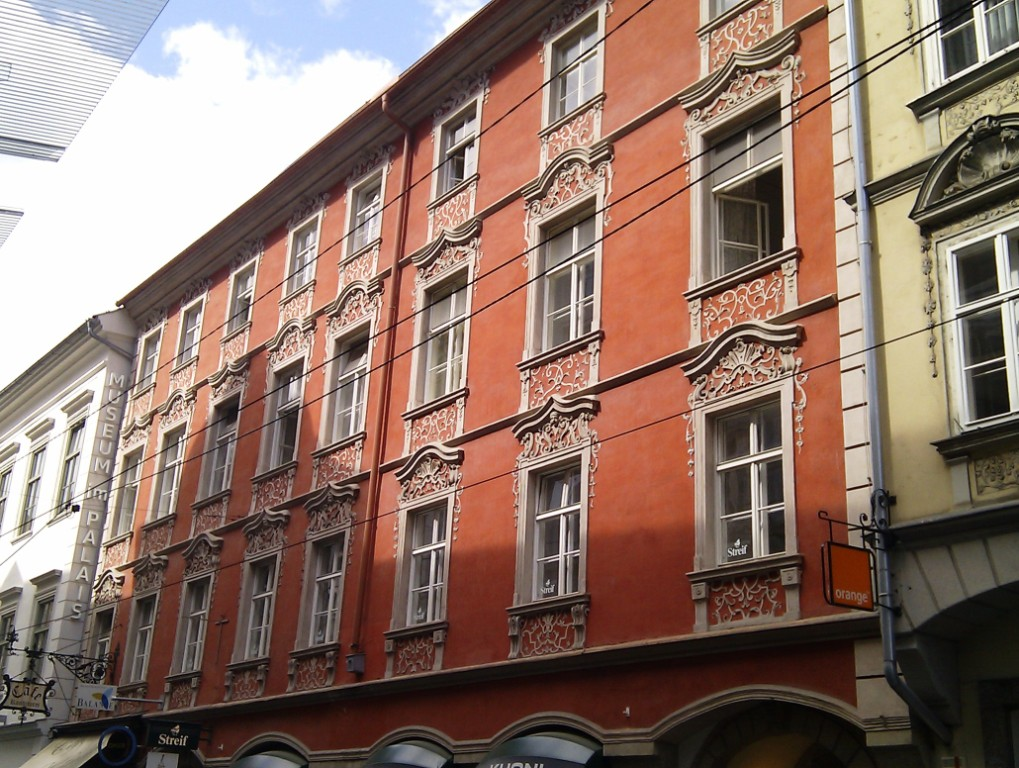
Palais Kellersberg

Das Palais Kellersberg bzw. Kellersberg’sches Stadthaus (auch mit der Schreibung Kellersperg) ist ein ehemaliges Grazer Stadtpalais in der Sackstraße Hausnummer 14 im Bezirk Innere Stadt. 

## Geschichte und Gestaltung
Um 1728 wurde das Palais Kellersberg nach einer Zusammenlegung zweier Bürgerhäuser in der Sackstraße erbaut. Der Baukern stammt aus dem 15. und 16. Jahrhundert. Um 1910 war in den Räumlichkeiten das Reform-Speisehaus der Guttempler untergebracht. 
An der langgestreckten Fassadenfront sind Überhangbögen auf Kragsteinen zu sehen, die 1963 freigelegt wurden. Das Laub- und Bandelwerkornament stammt aus den Jahren 1740/45. Die beiden Rundbogen-Steinportale haben jeweils einen Maskaron-Schlussstein. Die Einfahrt des rechten Portals wurde als Geschäftslokal adaptiert. Am östlichen Hoftrakt sind dreigeschoßige Säulenarkaden angebracht, die im Erdgeschoß jedoch vermauert sind. Die Pawlatschen stammen aus dem zweiten Viertel des 18. Jahrhunderts. Vom stichkappengewölbten Erdgeschoß erreicht man das erste Stockwerk über ein Treppenhaus aus dem 15. Jahrhundert.
Besonders sehenswert sind die geschnitzten Supraporten aus dem 18. Jahrhundert und die spätgotischen Gratgewölbe auf polygonalen Wandpfeilern, ein Empire-Kachelofen (1810/15) und einige Stuckplafonds im ersten Obergeschoß. Das zweite Obergeschoß ist ebenfalls mit Bandel- und Laubwerkstuck geschmückt. Hinzu kommt noch ein schmiedeeisernes Rocaille-Oberlichtgitter aus dem dritten Viertel des 18. Jahrhunderts.